# 黄洪
黄洪（1960年9月—），男，汉族，江西新余人，中华人民共和国政治人物，曾任中国保险监督管理委员会副主席，中国银行保险监督管理委员会副主席。